# Spinothecidae
Spinothecidae es una familia de Collembola. Esta familia posee ocho especies organizadas en tres géneros. 

## Lista de géneros
Según Checklist of the Collembola of the World (versión 20 de agosto de 2019), esta familia posee los siguientes géneros:
- Adelphoderia Greenslade, 1982
- Spinotheca Stach, 1956
- Troglospinotheca Palacios-Vargas, 1999